# عضلة مبوقة
العضلة المُبَوِّقَة أو العضلة الشِّدْقِيَّة أو ببساطة المُبَوِّقَة (بالإنجليزية: buccinator muscle)‏، هي عضلة تنشأ العضلة من العظم الوجني أمام الدرز الوجني الفكي.

## مرتكز العضلة
تتداخل مع ألياف الدويرية الفموية.

## المنشأ
تنشأ من عظم الفك وعظم الفقم ومن الرباط الجناحي الفكي.

## الأعصاب
من العصب القحفي السابع العصب الوجهي

## الفعل
تبعد زاوية الفم، وتدفع الطعام بين الأسنان أثناء المضغ وتساعد على طرد الهواء من الفم.
تثقب هذه العضلة بقناة الغدة النكفية.

## أصل الكلمة " إتيمولوجيا"
في الماضي كانت العضلة المبوقة تُكتب أيضًا bucinator. البوكيناتور في اللاتينية الكلاسيكية هو عازف البوق، أو بشكل أكثر دقة الشخص الذي ينفخ البوسينا. يمكن أن يشير اسم بوسين في العصور الرومانية القديمة إلى القرن الملتوي أو البوق أو قرن الراعي أو بوق الحرب. على الرغم من تشابهه مع الاسم اللاتيني الكلاسيكي للخد أي بوكا، فإن الكلمات بوشيناتور وبوكينا وبوكينير لا ترتبط بكلمة بوكا، ومن ثم رفض البعض التهجئة بحرف السي مرتين. على الرغم من أن اسم العضلة الشدقية ليس مشتقًا من كلمة الخد، إلا أن هذه العضلة تسمى أيضًا musculus buccae أو musculus buccalis باللاتينية وعضلة الخد باللغة الإنجليزية.
أحدث التسميات التشريحية اللاتينية الرسمية ترمينولوجيا أناتوميكا، والتسميات السابقة نومينا أناتوميكا حيث تتم تهجئة 'musculus buccinator' مع حرف "c" المزدوج، باستثناء جينا نومينا أناتوميكا المصرح بها في عام 1935 والتي تكتب 'musculus bucinatorius' بحرف"ج" واحد.